# Olympische Sommerspiele 2024/Wasserspringen – 10 m Turmspringen (Männer)
Das 10-m-Turmspringen der Männer bei den Olympischen Spielen 2024 in Paris wurde am 9. und 10. August im Centre Aquatique Olympique ausgetragen.

## Titelträger
| Olympiasieger | Cao Yuan | 582,35 | Tokio 2020 |
| Weltmeister   | Yang Hao | 564,05 | Doha 2024  |

## Ergebnisse
| Rang | Athlet                 | Nation             | Vorrunde | Vorrunde | Halbfinale    | Halbfinale    | Finale        | Finale        | Finale        | Finale        | Finale        | Finale        | Finale        |
| Rang | Athlet                 | Nation             | Punkte   | Rang     | Punkte        | Rang          | 1             | 2             | 3             | 4             | 5             | 6             | Gesamt        |
| ---- | ---------------------- | ------------------ | -------- | -------- | ------------- | ------------- | ------------- | ------------- | ------------- | ------------- | ------------- | ------------- | ------------- |
| 1    | Cao Yuan               | China              | 500,15   | 1        | 504,00        | 1             | 96,90         | 86,40         | 97,20         | 91,80         | 88,80         | 86,40         | 547,50        |
| 2    | Rikuto Tamai           | Japan              | 497,15   | 2        | 477,00        | 3             | 88,00         | 95,40         | 94,35         | 91,80         | 39,10         | 99,00         | 507,65        |
| 3    | Noah Williams          | Großbritannien     | 446,70   | 8        | 400,90        | 12            | 78,40         | 86,40         | 81,60         | 63,00         | 93,60         | 94,35         | 497,35        |
| 4    | Cassiel Rousseau       | Australien         | 453,10   | 7        | 469,25        | 4             | 86,70         | 81,00         | 76,80         | 61,20         | 82,80         | 92,50         | 481,00        |
| 5    | Randal Willars         | Mexiko             | 460,75   | 6        | 432,45        | 7             | 84,00         | 88,40         | 73,50         | 84,60         | 86,40         | 61,50         | 478,40        |
| 6    | Timo Barthel           | Deutschland        | 402,65   | 12       | 411,50        | 9             | 70,40         | 69,30         | 79,20         | 67,50         | 81,60         | 78,20         | 446,20        |
| 7    | Rylan Wiens            | Kanada             | 485,25   | 3        | 468,40        | 5             | 76,80         | 88,80         | 90,10         | 70,20         | 42,90         | 76,80         | 445,60        |
| 8    | Oleksij Sereda         | Ukraine            | 479,45   | 5        | 405,05        | 11            | 67,20         | 66,60         | 66,30         | 75,60         | 64,80         | 86,40         | 426,90        |
| 9    | Kevin Berlín           | Mexiko             | 407,15   | 11       | 428,65        | 8             | 65,60         | 59,50         | 79,90         | 77,40         | 53,65         | 84,60         | 420,65        |
| 10   | Nathan Zsombor-Murray  | Kanada             | 407,20   | 10       | 410,80        | 10            | 83,20         | 61,05         | 64,35         | 72,00         | 45,90         | 78,40         | 404,90        |
| 11   | Kyle Kothari           | Großbritannien     | 433,10   | 9        | 443,55        | 6             | 70,40         | 81,60         | 72,00         | 44,55         | 59,20         | 73,80         | 401,55        |
| 12   | Yang Hao               | China              | 479,80   | 4        | 490,55        | 2             | 76,80         | 59,50         | 61,20         | 54,00         | 83,20         | 55,50         | 390,20        |
| 13   | Riccardo Giovannini    | Italien            | 387,65   | 15       | 400,65        | 13            | ausgeschieden | ausgeschieden | ausgeschieden | ausgeschieden | ausgeschieden | ausgeschieden | ausgeschieden |
| 14   | Robert Łukaszewicz     | Polen              | 366,05   | 18       | 396,45        | 14            | ausgeschieden | ausgeschieden | ausgeschieden | ausgeschieden | ausgeschieden | ausgeschieden | ausgeschieden |
| 15   | Andreas Larsen         | Italien            | 369,50   | 16       | 394,15        | 15            | ausgeschieden | ausgeschieden | ausgeschieden | ausgeschieden | ausgeschieden | ausgeschieden | ausgeschieden |
| 16   | Jaxon Bowshire         | Australien         | 390,30   | 14       | 379,40        | 16            | ausgeschieden | ausgeschieden | ausgeschieden | ausgeschieden | ausgeschieden | ausgeschieden | ausgeschieden |
| 17   | Brandon Loschiavo      | Vereinigte Staaten | 393,65   | 13       | 372,45        | 17            | ausgeschieden | ausgeschieden | ausgeschieden | ausgeschieden | ausgeschieden | ausgeschieden | ausgeschieden |
| 18   | Shin Jung-whi          | Südkorea           | 369,20   | 17       | 290,60        | 18            | ausgeschieden | ausgeschieden | ausgeschieden | ausgeschieden | ausgeschieden | ausgeschieden | ausgeschieden |
| 19   | Carson Tyler           | Vereinigte Staaten | 363,75   | 19       | ausgeschieden | ausgeschieden | ausgeschieden | ausgeschieden | ausgeschieden | ausgeschieden | ausgeschieden | ausgeschieden | ausgeschieden |
| 20   | Alejandro Solarte      | Kolumbien          | 363,10   | 20       | ausgeschieden | ausgeschieden | ausgeschieden | ausgeschieden | ausgeschieden | ausgeschieden | ausgeschieden | ausgeschieden | ausgeschieden |
| 21   | Igor Myalin            | Usbekistan         | 357,10   | 21       | ausgeschieden | ausgeschieden | ausgeschieden | ausgeschieden | ausgeschieden | ausgeschieden | ausgeschieden | ausgeschieden | ausgeschieden |
| 22   | Im Yong-myong          | Nordkorea          | 347,10   | 22       | ausgeschieden | ausgeschieden | ausgeschieden | ausgeschieden | ausgeschieden | ausgeschieden | ausgeschieden | ausgeschieden | ausgeschieden |
| 23   | Anton Knoll            | Österreich         | 321,55   | 23       | ausgeschieden | ausgeschieden | ausgeschieden | ausgeschieden | ausgeschieden | ausgeschieden | ausgeschieden | ausgeschieden | ausgeschieden |
| 24   | Kim Yeong-taek         | Südkorea           | 320,40   | 24       | ausgeschieden | ausgeschieden | ausgeschieden | ausgeschieden | ausgeschieden | ausgeschieden | ausgeschieden | ausgeschieden | ausgeschieden |
| 25   | Bertrand Rhodict Lises | Malaysia           | 313,70   | 25       | ausgeschieden | ausgeschieden | ausgeschieden | ausgeschieden | ausgeschieden | ausgeschieden | ausgeschieden | ausgeschieden | ausgeschieden |
| 26   | Ramez Sobhy            | Ägypten            | 266,95   | 26       | ausgeschieden | ausgeschieden | ausgeschieden | ausgeschieden | ausgeschieden | ausgeschieden | ausgeschieden | ausgeschieden | ausgeschieden |